# 6 horas de Le Mans
Las 6 horas de Le Mans fue una carrera de resistencia celebrada en Australia Occidental entre los años 1955 y 1972. Inicialmente celebrada en el circuito Caversham Airfield (Perth), en 1969 el evento se trasladó al nuevo circuito Wanneroo Park Raceway (Wanneroo).

## Ganadores
| 1955 | Sydney Anderson / Sid Taylor      | Austin-Healey 100        |
| 1956 | Sydney Anderson / Sid Taylor      | Austin-Healey 100        |
| 1957 | Sydney Anderson / Sid Taylor      | Austin-Healey 100        |
| 1958 | Jim Harwood / Bill Downey         | Triumph TR3              |
| 1959 | Clem Dwyer / Vin Smith            | Triumph TR3              |
| 1960 | Jack Ayers / Lionel Beattie       | Repco Holden Sports      |
| 1961 | Ray Barfield                      | Aston Martin DB3S        |
| 1962 | Derek Jolly / John Roxburgh       | Lotus 15 Coventry Climax |
| 1963 | Jeff Dunkerton                    | Lotus Super 7]           |
| 1964 | Harvey Pederick / Stan Starcevich | Jaguar E Type            |
| 1965 | Spencer Martin / David McKay      | Ferrari 250LM            |
| 1966 | Ron Thorp                         | AC Cobra                 |
| 1967 | Jeff Dunkerton / Doug Mould       | Morris Cooper S          |
| 1968 | Fritz Kahout                      | Porsche 911S             |
| 1969 | Don O'Sullivan / Frank Matich     | Lola T70                 |
| 1970 | Don O'Sullivan / Howie Sangster   | Lola T70 Mk. II          |
| 1971 | Ray Thackwell, Jim Mullins        | Porsche 911S             |
| 1972 | Ray Thackwell, Jim Mullins        | Porsche 911S             |